# حشره‌خوار دم‌کوتاه آسیایی
 حشره‌خوار دم‌کوتاه آسیایی (نام علمی: Blarinella quadraticauda) نام یک گونه از سرده حشره‌خوار دم‌کوتاه آسیایی است.